# Biserica de lemn din Grosuri

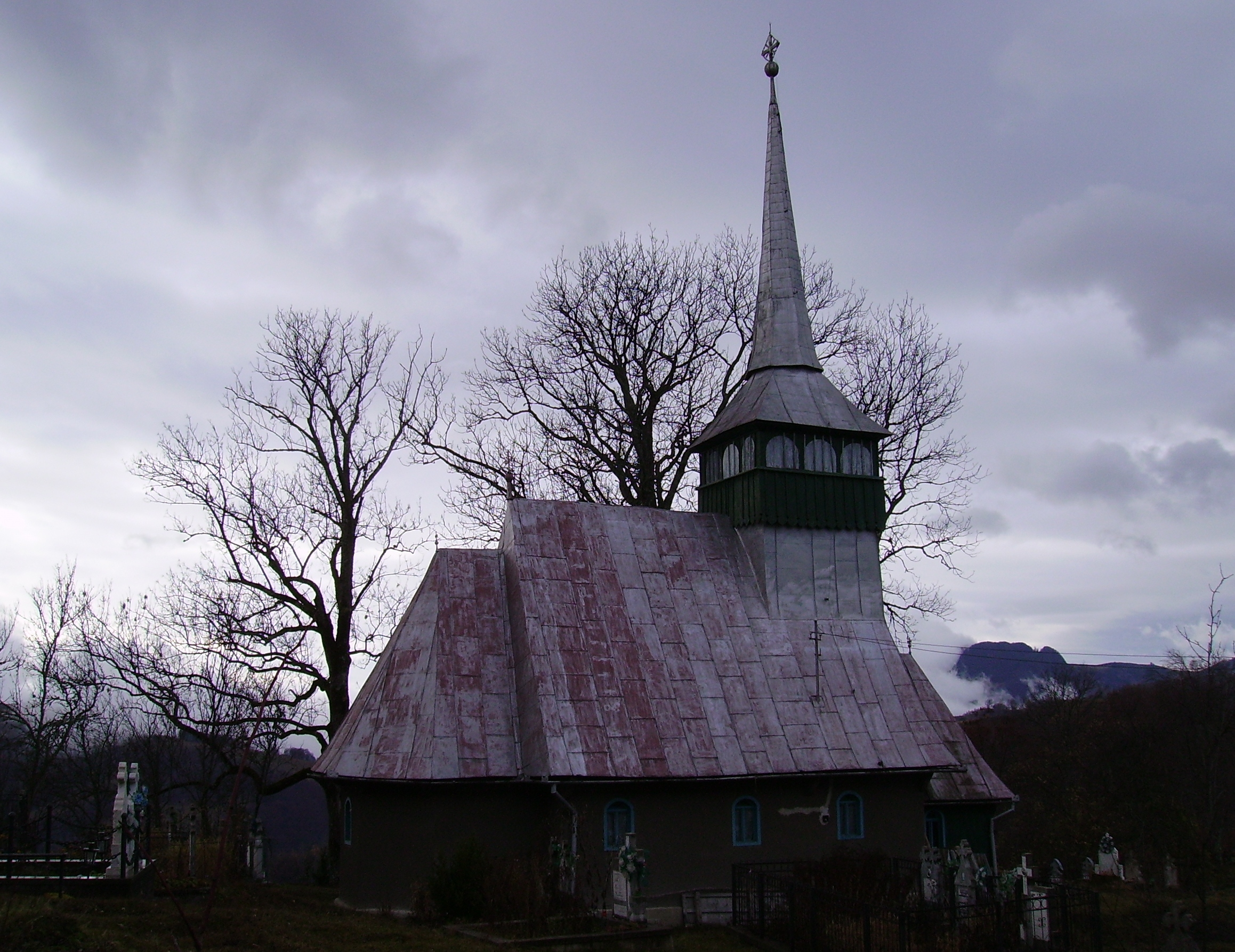
Biserica de lemn „Buna Vestire” din Grosuri, comuna Blăjeni, județul Hunedoara, foto: octombrie 2008.

Biserica de lemn din Grosuri, comuna Blăjeni, județul Hunedoara a fost ridicată în 1855. Are hramul „Buna Vestire”. Biserica este tencuită la interior și văruită. În ciuda vechimii sale și a măiestriei lucrului în lemn biserica nu se află pe noua listă a monumentelor istorice.

## Istoric și trăsături
Comuna Blăjeni este păstrătoarea a două biserici de lemn, ambele ridicate în secolul al XIX-lea. Cea dintâi, purtând hramul „Buna Vestire“, se află în satul Grosuri, ca timp al înălțării ei tradiția transmițând anul 1855; sub tencuiala interioară și exterioară actuală se pot ascunde însă nu doar eventuale fragmente picturale, ci și elemente de datare mult mai vechi. Edificiul, renovat în anii 1911, 1929, 1937 și 1966, se compune dintr-un altar pentagonal decroșat, un naos dreptunghiular de dimensiuni medii și un pronaos de aceeași formă, suprapus de un turn-clopotniță robust, cu foișor în console și fleșă ascuțită, sprijinit pe panta abruptă de tablă a acoperișului. În dreptul unicei intrări apusene s-a adosat un pridvor închis din scânduri. Din patrimoniul bisericii au făcut parte câteva icoane valoroase, unele folosind ca suport lemnul (cele împărătești, executate în anul 1863, de Toma din Laz), altele sticla (semnate, în 1838, de Ioan Pop din Făgăraș). Nici conscripțiile secolelor XVIII-XIX și nici harta iosefină a Transilvaniei (1769-1773) nu menționează prezența altui lăcaș de cult anterior.